# فهرست تلفن‌های فوریتی بحران
خطوط بحران خودکشی در کشورهای مختلف وجود دارند. برخی برای عموم مردم‌اند و برخی برای گروه‌های خاص مثل جوانان همجنس‌گرا، دوجنس‌گرا، ترنس و دیگر اقلیت‌های جنسی هستند. تحقیقات در آمریکا و استرالیا نشان داده‌اند که این خطوط ممکن است به کسانی که قصد آسیب‌زدن به خود یا خودکشی دارند کمک کنند.
یکی از اولین خطوط بحران، سازمان سمرتنز بود که در سال ۱۹۵۳ در بریتانیا توسط چَد وارا تأسیس شد؛ او کشیش وقت کلیسای سابق سنت استیفن در لندن بود. او قصد بر تاسیس «سامانه‌ای برای شنیدن» پس خواندن خطبه‌ای بر سر قبر دختری ۱۴ ساله بود که خودکشی کرده بود. آن دختر پیش از مرگ دچار پریشانی بود و کسی را برای حرف‌زدن نداشت.

## خطوط بحران بر پایه کشور
| کشور               | خطوط |
| ------------------ | --- |
| ایران              | - ۱۱۰ و ۱۱۵ شماره‌ تلفن‌های امدادی ملی در ایران هستند. - سازمان ملی بهزیستی ایران خدمات رایگان تخصصی در زمینه‌های مختلف مانند ازدواج، خانواده، جوانان، کودکان و پیشگیری از خودکشی ارائه می‌دهد. این خدمات به صورت حضوری، تلفنی و آنلاین قابل دسترسی است. - خدمات حضوری از طریق یافتن نزدیک‌ترین مرکز در وب‌سایت سازمان بهزیستی انجام می‌شود. - خدمات تلفنی از طریق شماره ۱۲۳ که ۲۴ ساعته و در همه استان‌های ایران فعال است ارائه می‌شود. - خط بحران ایران: سرویس پیامکی بحران رایگان، محرمانه و ۲۴/۷ است که دسترسی به مشاوران بحران برای ایرانیان و فارسی‌زبانان را فراهم می‌کند. (وب‌گاه: https://irancrisisline.org/) |
| ارمنستان           | - شماره‌های اضطراری ملی در ارمنستان ۱۱۲ و ۹۱۱ هستند. - مرکز تحقیقات اجتماعی و مددکاری "تراست" از طریق شماره‌های (۲) ۵۳۸۱۹۴ یا (۲) ۵۳۸۱۹۷ قابل دسترسی است. |
| استرالیا           | - در استرالیا شماره‌های اضطراری ملی عبارت‌اند از: ۰۰۰، ۱۱۲ و ۱۰۶. - خطوط بحران: خدمات ۲۴ ساعته کشوری برای حمایت در بحران، پیشگیری از خودکشی و پشتیبانی سلامت روان. شماره تماس: 13 11 14. چت آنلاین نیز ارائه می‌دهد. - خطوط بحران کودکان: خدمات ۲۴ ساعته کشوری برای کودکان و نوجوانان ۵ تا ۲۵ سال، شامل حمایت بحران، پیشگیری از خودکشی و مشاوره. شماره تماس: 1800 55 1800. چت آنلاین نیز ارائه می‌دهد. - بیاند بلو: ارائه اطلاعات و پشتیبانی در زمینه اضطراب، افسردگی و خودکشی. خط تماس ۲۴ ساعته: 1300 224 636. خدمات چت آنلاین هم دارد. - خطوط بحران خودکشی: خدمات مشاوره تلفنی و آنلاین ۲۴/۷ برای افراد متاثر از خودکشی. شماره تماس: 1300 659 467. چت آنلاین و ویدئو چت هم دارد. - خطوط بحران مردان استرالیا: خدمات مشاوره تلفنی و آنلاین ۲۴/۷ برای مردان در زمینه مشکلات احساسی، روانی و روابط. شماره تماس: 1300 78 99 78. مشاوره آنلاین ارائه می‌دهد. |
| اتریش              | - ۱۱۲ شماره اضطراری ملی در اتریش است. - ۱۲۲ شماره آتش‌نشانی ملی است. - ۱۳۳ شماره پلیس ملی است. - ۱۴۴ شماره آمبولانس ملی است. - ۱۴۲ شماره تلفن سمرتنز در اتریش است. این سرویس رایگان و به‌صورت ۲۴ ساعته فعال است. - ۱۴۷ شماره رات اوف داهت است، خط بحران ویژه کودکان، نوجوانان و وابستگان آن‌ها. این سرویس نیز رایگان و به‌صورت ۲۴ ساعته فعال است. |
| آذربایجان          | - ۱۱۲ شماره اضطراری ملی در آذربایجان است. - ۵۱۰–۶۶–۳۶ خط بحران رسمی ویژه جوانان است که توسط سازمان ابتکار توسعه اداره می‌شود. |
| بریتانیا           | - ۹۹۹ و ۱۱۲ شماره‌های اضطراری ملی در بریتانیا هستند. - ۱۱۱، گزینه ۲، سرویس پاسخ اول خدمات سلامت ملی برای بحران‌های سلامت روان است که هنوز در همه مناطق فعال نیست. خطوط بحران و پشتیبانی: - خط ملی پیشگیری از خودکشی: تماس رایگان ۲۴/۷ برای افراد دارای افکار خودکشی، شماره 0800 689 5652. - اس‌او‌اس: خیریه حمایت از کودکان و بزرگسالان دارای مشکلات روانی و افکار خودکشی، خدمات تلفنی از ساعت ۲۰ تا نیمه‌شب، جمعه تا دوشنبه، شماره 0300 1020 505 - سمرتنز: خیریه حمایت عاطفی ۲۴/۷ رایگان برای افراد در بحران یا خطر خودکشی، شماره 116 123. خدمات ایمیل، چت و نامه نیز دارد. شماره قبلی 08457 90 90 90 غیرفعال است و تماس با آن ممکن است هزینه‌بر باشد. - خطوط پیشگیری از زندگی پرآشوب: خیریه ملی با هدف پیشگیری از خودکشی، خدمات تلفنی و چت روزانه از ساعت ۱۷ تا نیمه‌شب. شماره ملی: 0800 58 58 58، شماره لندن: 0808 802 58 58، چت وب: https://www.thecalmzone.net/help/get-help/ - فریاد: سرویس پیامکی رایگان ۲۴/۷ برای افراد در بحران، پیامک SHOUT به 85258. - خیریه پیشگیری از خودکشی جوانان، خطوط بحران رایگان و محرمانه ۲۴/۷. تماس: 0800 068 4141، پیامک: 07860039967، ایمیل: pat@papyrus-uk.org - خطوط بحران: خط بحران ایرلند شمالی، شماره 0808 808 8000. |
| ایالت متحده آمریکا | - ۹۱۱ شماره اضطراری ملی در ایالات متحده است. - ۲۱۱ شماره‌ای برای افراد در بحران است که به خدمات اجتماعی و جامعه‌ای نیاز دارند اما در وضعیت تهدیدکننده فوری جان نیستند. خدمات بر اساس ایالت متفاوت است. - ۹۸۸، خط بحران خودکشی: خط تلفنی رایگان، محرمانه و ۲۴ ساعته پیشگیری از خودکشی و بحران، با مشاوران اسپانیایی‌زبان و خدمات ویژه ناشنوایان. شماره: ۹۸۸. - شماره قبلی: 1-800-273-8255. - خطوط بحران کهنه‌سربازان: خط ۲۴ ساعته رایگان برای کهنه‌سربازان و خانواده‌هایشان، با خدمات تلفن، وب‌چت و پیامک. شماره: ۹۸۸ - یا 1-800-273-8255 (پس از تماس دکمه ۱)، پیامک به 838255. - خط بحران پیامکی: خط پیامکی مداخله بحران ۲۴/۷، پیامک HOME به 741741. - سمترینز امریکا: خیریه حمایت عاطفی برای افراد در بحران یا در خطر خودکشی در سراسر آمریکا. - پروژه ترور: سازمان ملی با خط تلفن، وب‌چت و پیامک ۲۴ ساعته برای جوانان دگرباش و در جستجوی هویت. شماره: 1-866-488-7386، پیامک START به 678678. - خط بحران افراد ترنس: سازمان غیرانتفاعی ویژه جامعه ترنس‌جندر با خط تلفن بحران، شماره: 1-877-565-8860. - خط بحران افراد جوان: خط رایگان حمایت نوجوان به نوجوان، تماس ۲۴/۷: 877-968-8491، پیامک از ساعت ۱۶ تا ۲۲ به 'teen2teen' شماره 839863، چت از ساعت ۱۶ تا ۲۲. - تاچ‌پیس: اپلیکیشن رایگان حمایت عاطفی با تماس ویدئویی، خدمات ۲۴/۷، محرمانه، بدون نیاز به وقت قبلی، با مشاوران آموزش‌دیده. |
| لهستان             | ۱۱۲ شماره اضطراری ملی در لهستان است. - بنیاد دیمی دیکوم سیل: ارائه کمک روان‌شناسی رایگان برای کودکان زیر ۱۸ سال، شماره تماس ۲۴/۷: 116 111. (وبگاه: ) - انجمن روان‌شناسی لهستان: خط تلفنی رایگان برای بزرگ‌سالان در بحران روانی، فعال از ساعت ۱۴ تا ۲۲، شماره: 116 123.(وبگاه: https://116sos.pl/) - بنیاد ایتاکا: خط تلفنی بحران روانی ۲۴/۷، شماره رایگان: 800 70 2222. فهرست خطوط بحران دیگر در اینجا و اینجا در دسترس هستند. |
| روسیه              | ۱۱۲ شماره اضطراری ملی در روسیه است. - ۰۵۱ (یا 8495051) شماره اضطراری ۲۴ ساعته برای ساکنان مسکو است. - سمترینس در روسیه، فعال از ساعت ۹ تا ۲۱: 007 (8202) 577–577 - خط ویژه خودکشی: (495) 625 3101 - سرویس روان‌شناسی وزارت شرایط اضطراری روسیه (EMERCOM): +7 (495) 989–50–50 (آدرس وبگاه: https://psi.mchs.gov.ru/) |

#### یادداشت
1. ↑  به مقاله فوریت‌های اجتماعی ایران مراجعه کنید.
2. ↑  برای افراد ناشنوا

#### واژه‌نامه
1. ↑  The Samaritans
2. ↑  Chad Varah
3. ↑  St. Stephen's Church
4. ↑  Beyond blue
5. ↑  Telefonseelsorge
6. ↑  Rat auf Draht
7. ↑  SOS Silence of Suicide
8. ↑  Campaign Against Living Miserably (CALM)
9. ↑  SHOUT
10. ↑  PAPYRUS Prevention of Young Suicide
11. ↑  Veterans Crisis Line
12. ↑  Touchpeace
13. ↑  به لهستانی: Dajemy Dzieciom Siłę
14. ↑  ITAKA